# Ourthe
Ourthe er en flod i Belgien med en længde på 165 kilometer. Den går gennem provinsen Luxembourg i regionen Vallonien i den sydøstlige del af landet; 120 kilometer sydøst for hovedstaden Bruxelles. Den er biflod til Maas.